# إريك براون (لاعب كرة قدم أمريكية)
إريك براون (بالإنجليزية: Eric Brown)‏ هو لاعب كرة قدم أمريكية أمريكي، ولد في 20 مارس 1975 في سان أنطونيو في الولايات المتحدة.

## وصلات خارجية
- أريك براون على موقع مرجع كرة القدم المحترفة.كوم (الإنجليزية)